# St. Peter und Paul (Žlutice)

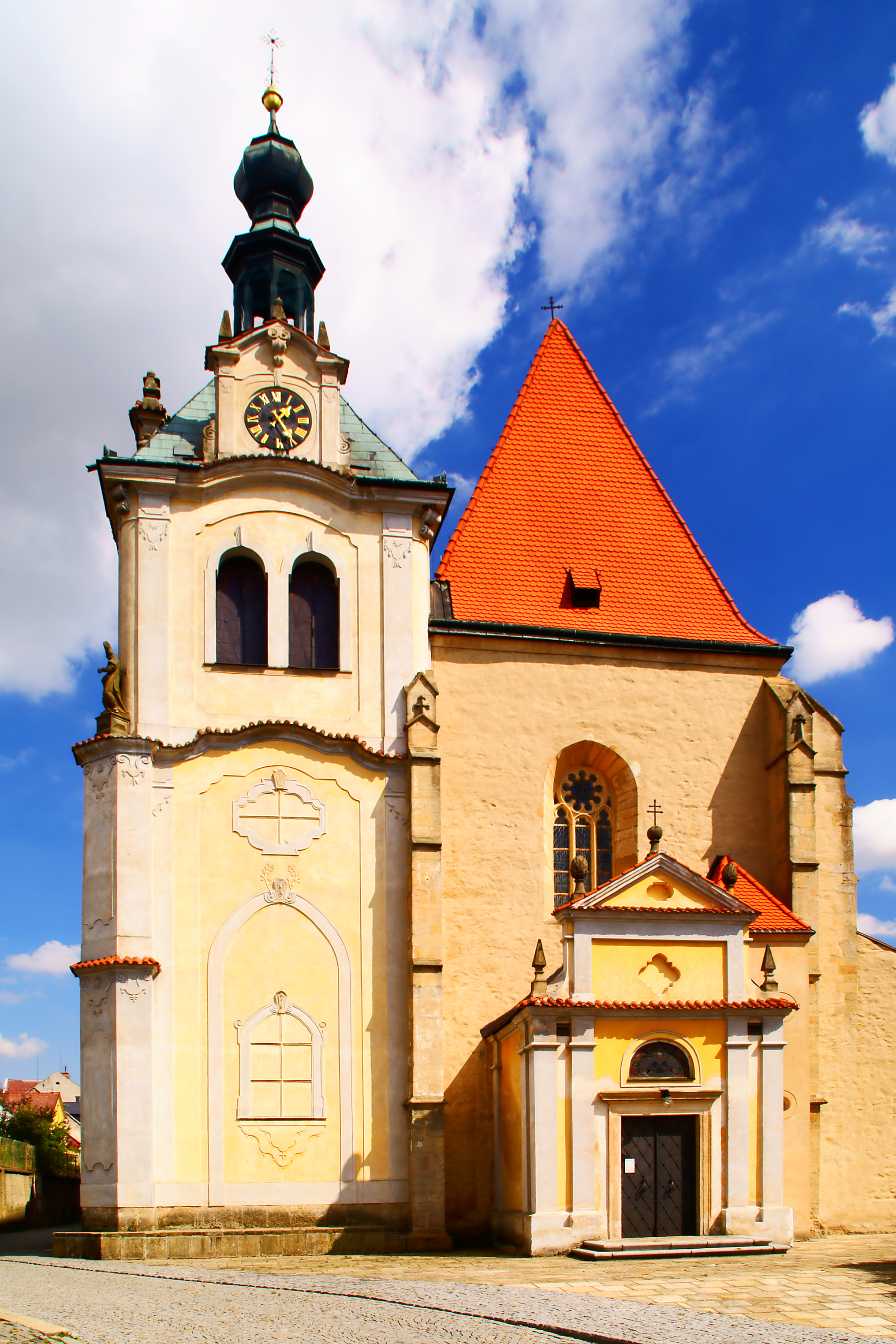
St. Peter und Paul in Žlutice

Die Kirche St. Peter und Paul (tschechisch kostel sv. Petra a Pavla) in der tschechischen Gemeinde Žlutice (deutsch Luditz) zählt zu den bedeutendsten Baudenkmälern der Karlsbader Region.

## Geschichte
Im Fundament des Kirchenschiffes haben sich Reste eines romanischen Vorgängerbaues erhalten. Der heutige Kirchenbau, eine dreischiffige Basilika mit gotischem Kreuzrippengewölbe, entstand in der 1. Hälfte des 14. Jahrhunderts. In den Bestätigungsbüchern der Prager Diözese ist die Kirche von Luditz 1356 erstmals erwähnt. Laut den Errichtungsbüchern war die Kirche seit etwa 1375 mit einem eigenen Priester besetzt. Während der Hussitenkriege wurde die Kirche 1422 von den Taboriten größtenteils zerstört und 1427 von Ales von Seeberg wieder hergestellt. Graf Lorenz Schlick förderte die Reformation und holte als Hofprediger nach Luditz den lutherischen Theologen Johannes Criginger aus Wittenberg. Die ehemaligen Kirchenstiftungen sind in der Zeit der Hussitenkriege und in der protestantischen Zeit sämtlich eingegangen. Die Nordkapelle entstand 1481. Von 1536 bis etwa 1597 wurde die Südkapelle angebaut. Im 17. Jahrhundert erhielt die Kirche ein teilweise barockes Erscheinungsbild. Am 26. Februar 1660 stürzte der Sakristeiturm ein, zerstörte das Gewölbe vom Vorderteil des Schiffes, den Hochaltar und die herrschaftliche Gruft. Der Wiederaufbau begann 1661 auf Kosten der Stadtgemeinde. Nach einem Brand von 1779 wurde die Kirche im Barockstil wieder aufgebaut, größere Reparaturen erfolgten 1910 und in den 1990er Jahren. In neuer Zeit fand eine aufwendige Rekonstruktion statt. Zur Pfarrei gehörten außer Luditz und der Vorstadt, Groß-Werscheditz, Kowaren, Stadthöfen, Paßnau, Sichlau, Kripau nebst den Einöden Raska und Johannesmühle. 1930 zählte die Pfarrei 2732 Katholiken.

## Ausstattung
Im Innern der Kirche haben sich Fragmente gotischer Malereien aus dem 15. Jahrhundert erhalten. Ein steinernes Taufbecken stammt aus der Renaissance-Zeit. Die wertvolle Barock-Orgel von 1775 lieferte der Orgelmacher František Prokop Nolli. Unter der Kirche befindet sich die Familiengruft der Ritter, Freiherren und Grafen Kokorowetz von Kokorowa. Der Glockenturm enthielt im 19. Jahrhundert drei Glocken aus den Jahren 1570 bis 1574 mit einem Gewicht von 100, 50 und 30 Zentnern.